# Burg (Spreewald)
 For alternative betydninger, se Burg. (Se også artikler, som begynder med Burg)
Burg (Spreewald) (niedersorbisk: Borkowy (Błota)) er en kommune i den østlige del af den tyske delstat Brandenburg, ca. 20 km nordvest for Cottbus; Den har siden 2005 været kurby. Kommunen hører under Amt Burg (Spreewald) i Landkreis Spree-Neiße.

## Geografi
Burg ligger i centrum af Oberspreewald, hvor floden Spree breder sig ud i et delta med mange strømme, kanaler og øer. Burg hører til biosfærereservatet Spreewald. Området er en del af det gamle vendiske/sorbiske område, og alle lokale navne er både på tysk og sorbisk.

### Bydele, landsbyer og bebyggelser
- Müschen / Myšyn
- Burg-Dorf / Wobsedne Borkowy
- Burg-Kauper / Kuparske Borkowy
- Burg-Kolonie / Prizarske Borkowy

- Wikimedia Commons har flere filer relateret til Burg (Spreewald)